# Kirchheim bei München
Kirchheim bei München es un municipio situado en el distrito de Múnich, en el estado federado de Baviera (Alemania), con una población a finales de 2016 de unos 12 967 habitantes.
Se encuentra ubicado al sur del estado, en la región de Alta Baviera, cerca de la ciudad de Múnich —la capital del estado— y de la orilla del río Isar —un afluente derecho del Danubio—.